# Samtgemeinde Selsingen
La comunità amministrativa di Selsingen (Samtgemeinde Selsingen) si trova nel circondario di Rotenburg (Wümme) nella Bassa Sassonia, in Germania.

## Suddivisione
Comprende 8 comuni:
1. Anderlingen
2. Deinstedt
3. Farven
4. Ostereistedt
5. Rhade
6. Sandbostel
7. Seedorf
8. Selsingen

Il capoluogo è Selsingen.